# Elecciones municipales de 2023 en el Gran Buenos Aires
Las elecciones municipales de 2023 en el Gran Buenos Aires surge de la sumatoria de los resultados de los 24 partidos bonaerenses que integran el Gran Buenos Aires. Celebradas el 13 de agosto donde se eligieron los candidatos definitivos, y las elecciones generales el 22 de octubre, se llevaron a cabo en la misma fecha que las elecciones a los cargos provinciales y nacionales.
Los candidatos surgieron de las elecciones primarias abiertas, simultáneas y obligatorias (PASO) que se llevaron a cabo el 13 de agosto, si en éstas alcanzaban el 1,5 % de los votos positivos emitidos.
Los candidatos de Unión por la Patria se impusieron por un amplio margen en 20 de los 24 distritos, recuperando el partido de Lanús tras dos mandatos consecutivos de Juntos por el Cambio. Por su parte, dicha coalición mantuvo 4 de los 5 intendentes que estaban disputando, distritos donde también se impuso por amplio margen, frente a los candidatos del peronismo y La Libertad Avanza.

## Contexto
El Gran Buenos Aires es una de las regiones donde más se presencia la división política, social y cultural que rige en Argentina desde hace décadas, la cual es denominada usualmente como «La grieta». Esta se caracteriza, esencialmente, por una polarización política intensa entre sectores que defienden visiones opuestas sobre el rol del Estado y la economía. Las elecciones en esta región no solo representan preferencias políticas, sino también identidades y valores profundamente arraigados, lo cual se traduce en una división sociocultural, y muchas veces económica, en la sociedad Argentina.
Si bien desde la vuelta de la democracia el Partido Justicialista mantuvo una hegemonía en los distritos que componen la región, casos como los partidos de La Matanza, Merlo, Berazategui y Ezeiza representan «bastiones» del peronismo debido a su gran concentración de votantes, y donde nunca han perdido una elección. En contraparte, distritos como San Isidro, Vicente López y, más recientemente, San Miguel, tienen la tendencia de optar por opciones electorales contrarias a las del Partido Justicialista, actualmente representada por Juntos por el Cambio sin embargo a excepción de Quilmes todos los municipios han registrado una caída de votos con respecto al 2019.

## Renovación legislativa
En la provincia de Buenos Aires, la cantidad de concejales que tiene cada municipio se determina en función de la cantidad de habitantes de ese municipio. Esta norma se encuentra establecida en la «Ley Orgánica de las Municipalidades» (Ley N.º 6769), donde se establecen los parámetros para determinar el número de representantes en los Concejos Deliberantes.
| Municipio           | Concejales | Concejales | Consejeros | Consejeros |
| Municipio           | A renovar  | Total      | A renovar  | Total      |
| ------------------- | ---------- | ---------- | ---------- | ---------- |
| Almirante Brown     | 12         | 24         | 5          | 10         |
| Avellaneda          | 12         | 24         | 5          | 10         |
| Berazategui         | 12         | 24         | 4          | 8          |
| Esteban Echeverría  | 12         | 24         | 4          | 8          |
| Ezeiza              | 10         | 20         | 3          | 6          |
| Florencio Varela    | 12         | 24         | 5          | 10         |
| General San Martín  | 12         | 24         | 5          | 10         |
| Hurlingham          | 10         | 20         | 3          | 6          |
| Ituzaingó           | 10         | 20         | 3          | 6          |
| José C. Paz         | 12         | 24         | 3          | 6          |
| La Matanza          | 12         | 24         | 5          | 10         |
| Lanús               | 12         | 24         | 5          | 10         |
| Lomas de Zamora     | 12         | 24         | 5          | 10         |
| Malvinas Argentinas | 12         | 24         | 4          | 8          |
| Merlo               | 12         | 24         | 5          | 10         |
| Moreno              | 12         | 24         | 5          | 10         |
| Morón               | 12         | 24         | 5          | 10         |
| Quilmes             | 12         | 24         | 5          | 10         |
| San Fernando        | 10         | 20         | 3          | 6          |
| San Isidro          | 12         | 24         | 4          | 8          |
| San Miguel          | 12         | 24         | 4          | 8          |
| Tigre               | 12         | 24         | 5          | 10         |
| Tres de Febrero     | 12         | 24         | 4          | 8          |
| Vicente López       | 12         | 24         | 4          | 8          |
| Total               | 280        | 560        | 103        | 206        |

## Resultados
Los candidatos de Unión por la Patria se impusieron por un amplio margen en 20 de los 24 distritos, recuperando el partido de Lanús tras dos mandatos consecutivos de Juntos por el Cambio. Por su parte, dicha coalición mantuvo 4 de los 5 intendentes que estaban disputando, distritos donde también se impuso por amplio margen, frente a los candidatos del peronismo y La Libertad Avanza. Esto refleja la profunda división política, social y cultural que persiste en esta región, donde hay distritos que siguen siendo bastiones del peronismo desde 1983, como La Matanza, mientras que otros muestran una clara preferencia por fuerzas contrarias, como es el caso de San Isidro y Vicente López.
Para obtener al menos una banca en el Concejo Deliberante, se necesita el 8,33 % de los votos. En el Gran Buenos Aires se disputaron 280 concejales, donde Unión por la Patria se hizo con el 49,9% de ellos (137), Juntos por el Cambio con el 28,5% (80) y La Libertad Avanza el 21,7% (61). Esta elección tuvo la particularidad de la participación de un espacio distrital, la «Agrupación Crecer de Merlo», la cual, con el 10,13% de los votos, obtuvo 2 concejales. El Frente de Izquierda y de Trabajadores no obtuvo concejales al no pasar el 8,33% de los votos en ningún distrito.
| Resultados de cada coalición por circuito electoral |

### Resultados por distrito
| Distritos ganados por Unión por la Patria (20) |
| Distritos ganados por Juntos por el Cambio (4) |

| Distrito            |                 |         |           |        |           |        |         |        | Otros  | Otros | Blancos/Nulos | Blancos/Nulos | Participación | Participación |       |   |       |   |
| Distrito            | Votos           | %       | Votos     | %      | Votos     | %      | Votos   | %      | Votos  | %     | Blancos/Nulos | Blancos/Nulos | Participación | Participación | Votos | % | Votos | % |
| ------------------- | --------------- | ------- | --------- | ------ | --------- | ------ | ------- | ------ | ------ | ----- | ------------- | ------------- | ------------- | ------------- | ----- | - | ----- | - |
| Distrito            | Almirante Brown | 181.013 | 54,12     | 63.061 | 18,85     | 74.488 | 22,27   | 15.915 | 4,76   | -     | -             | 37.051        | 9,97          | 371.528       | 76,74 |   |       |   |
| Avellaneda          | 125.911         | 56,65   | 50.321    | 22,64  | 38.820    | 17,47  | 7.201   | 3,24   | -      | -     | 18.349        | 7,63          | 240.602       | 75,12         |       |   |       |   |
| Berazategui         | 114.479         | 55,66   | 35.756    | 17,38  | 46.845    | 22,78  | 8.605   | 4,18   | -      | -     | 23.250        | 10,15         | 228.935       | 79,63         |       |   |       |   |
| Esteban Echeverría  | 89.465          | 48,46   | 40.838    | 22,12  | 46.334    | 25,10  | 7.974   | 4,32   | -      | -     | 22.189        | 10,73         | 206.800       | 76,22         |       |   |       |   |
| Ezeiza              | 66.710          | 60,33   | 14.358    | 12,99  | 25.869    | 23,40  | 3.631   | 3,28   | -      | -     | 13.535        | 10,91         | 124.103       | 79,05         |       |   |       |   |
| Florencio Varela    | 134.060         | 56,57   | 33.699    | 14,22  | 58.282    | 24,60  | 10.919  | 4,61   | -      | -     | 35.734        | 13,10         | 272.694       | 75,31         |       |   |       |   |
| General San Martín  | 120.625         | 46,82   | 69.814    | 27,10  | 56.603    | 21,97  | 10.580  | 4,11   | -      | -     | 22.811        | 8,14          | 280.433       | 70,63         |       |   |       |   |
| Hurlingham          | 51.271          | 44,93   | 36.091    | 31,63  | 22.303    | 19,55  | 4.433   | 3,89   | -      | -     | 10.152        | 8,17          | 124.250       | 78,72         |       |   |       |   |
| Ituzaingó           | 47.528          | 43,08   | 36.126    | 32,74  | 21.548    | 19,53  | 5.127   | 4,65   | -      | -     | 9.825         | 8,18          | 120.154       | 77,89         |       |   |       |   |
| José C. Paz         | 86.715          | 52,99   | 29.392    | 17,96  | 39.570    | 24,18  | 7.978   | 4,87   | -      | -     | 24.511        | 13,03         | 188.166       | 75,59         |       |   |       |   |
| La Matanza          | 418.256         | 53,73   | 143.504   | 18,44  | 174.430   | 22,41  | 42.231  | 5,43   | -      | -     | 92.627        | 10,63         | 871.048       | 73,81         |       |   |       |   |
| Lanús               | 126.006         | 44,61   | 98.206    | 34,77  | 46.423    | 16,43  | 11.848  | 4,19   | -      | -     | 22.175        | 7,28          | 304.658       | 75,36         |       |   |       |   |
| Lomas de Zamora     | 197.942         | 49,82   | 101.313   | 25,50  | 80.258    | 20,20  | 17.800  | 4,48   | -      | -     | 37.715        | 8,67          | 435.028       | 75,54         |       |   |       |   |
| Malvinas Argentinas | 123.201         | 59,98   | 30.529    | 14,86  | 44.041    | 21,44  | 7.619   | 3,71   | -      | -     | 22.822        | 10,00         | 228.212       | 78,17         |       |   |       |   |
| Merlo               | 127.900         | 43,11   | 53.370    | 17,99  | 69.597    | 23,46  | 15.756  | 5,31   | 30.069 | 10,13 | 45.144        | 13,21         | 341.836       | 75,24         |       |   |       |   |
| Moreno              | 151.586         | 57,54   | 36.588    | 13,89  | 64.552    | 24,50  | 10.705  | 4,06   | -      | -     | 33.811        | 11,38         | 297.242       | 73,41         |       |   |       |   |
| Morón               | 91.100          | 43,76   | 65.701    | 31,56  | 42.638    | 20,48  | 8.742   | 4,20   | -      | -     | 16.485        | 7,34          | 224.666       | 76,36         |       |   |       |   |
| Quilmes             | 184.225         | 50,91   | 103.460   | 28,59  | 61.907    | 17,11  | 12.245  | 3,38   | -      | -     | 33.430        | 8,46          | 395.267       | 76,19         |       |   |       |   |
| San Fernando        | 57.604          | 57,47   | 20.523    | 20,47  | 19.174    | 19,13  | 2.939   | 2,93   | -      | -     | 9.806         | 8,98          | 110.046       | 75,19         |       |   |       |   |
| San Isidro          | 54.206          | 26,79   | 98.193    | 48,52  | 42.428    | 20,97  | 7.541   | 3,73   | -      | -     | 14.767        | 6,80          | 217.135       | 74,41         |       |   |       |   |
| San Miguel          | 55.855          | 31,06   | 86.328    | 48,01  | 31.314    | 17,41  | 6.334   | 3,52   | -      | -     | 19.103        | 9,60          | 198.934       | 76,07         |       |   |       |   |
| Tigre               | 120.226         | 50,31   | 57.957    | 24,25  | 51.802    | 21,68  | 8.979   | 3,76   | -      | -     | 28.187        | 10,55         | 267.151       | 75,56         |       |   |       |   |
| Tres de Febrero     | 69.875          | 33,09   | 99.172    | 46,96  | 33.963    | 16,08  | 8.175   | 3,87   | -      | -     | 19.151        | 8,32          | 230.336       | 73,65         |       |   |       |   |
| Vicente López       | 45.152          | 26,04   | 86.444    | 49,84  | 33.787    | 19,48  | 8.045   | 4,64   | -      | -     | 12.195        | 6,57          | 185.623       | 74,13         |       |   |       |   |
| Total               | 2.732.293       | 48,29   | 1.454.433 | 25,70  | 1.195.591 | 21,13  | 246.612 | 4,36   | 30.069 | 0,52  | 612.316       | 9,76          | 7.883.723     | 79,53         |       |   |       |   |

### Por zona

#### Norte
Integrado por: General San Martín, José C. Paz, Malvinas Argentinas, San Fernando, San Isidro, San Miguel, Tigre y Vicente López. Respecto a las elecciones de 2019, no se ha producido ninguna modificación sobre los partidos gobernantes en ninguno de los municipios.
|  | 43,43 % |

|  | 31,52 % |

|  | 21,06 % |

|  | 4,00 % |

|  | 90,68 % |

|  | 8,66 % |

|  | 0,67 % |

|  | 78,84 % |

|  | 100 % |

#### Oeste
Integrado por: Hurlingham, Ituzaingó, La Matanza, Merlo, Moreno, Morón y Tres de Febrero. Respecto a las elecciones de 2019, no se ha producido ninguna modificación sobre los partidos gobernantes en ninguno de los municipios.
|  | 47,92 % |

|  | 23,94 % |

|  | 21,73 % |

|  | 4,85 % |

|  | 1,57 % |

|  | 89,64 % |

|  | 9,75 % |

|  | 0,61 % |

|  | 79,21 % |

|  | 100 % |

#### Sur
Integrado por: Avellaneda, Almirante Brown, Berazategui, Esteban Echeverría, Ezeiza, Florencio Varela, Lanús, Lomas de Zamora y Quilmes. Respecto a las elecciones de 2019, la única modificación se produjo en el partido de Lanús, donde el candidato de Unión por la Patria, Julián Álvarez, se impuso al de Juntos por el Cambio, terminando, de esta forma, dos mandatos consecutivos de dicha coalición.
|  | 51,42 % |

|  | 23,87 % |

|  | 20,50 % |

|  | 4,22 % |

|  | 90,54 % |

|  | 8,88 % |

|  | 0,57 % |

|  | 80,24 % |

|  | 100 % |